# Câble de traction
Pour les articles homonymes, voir câble.

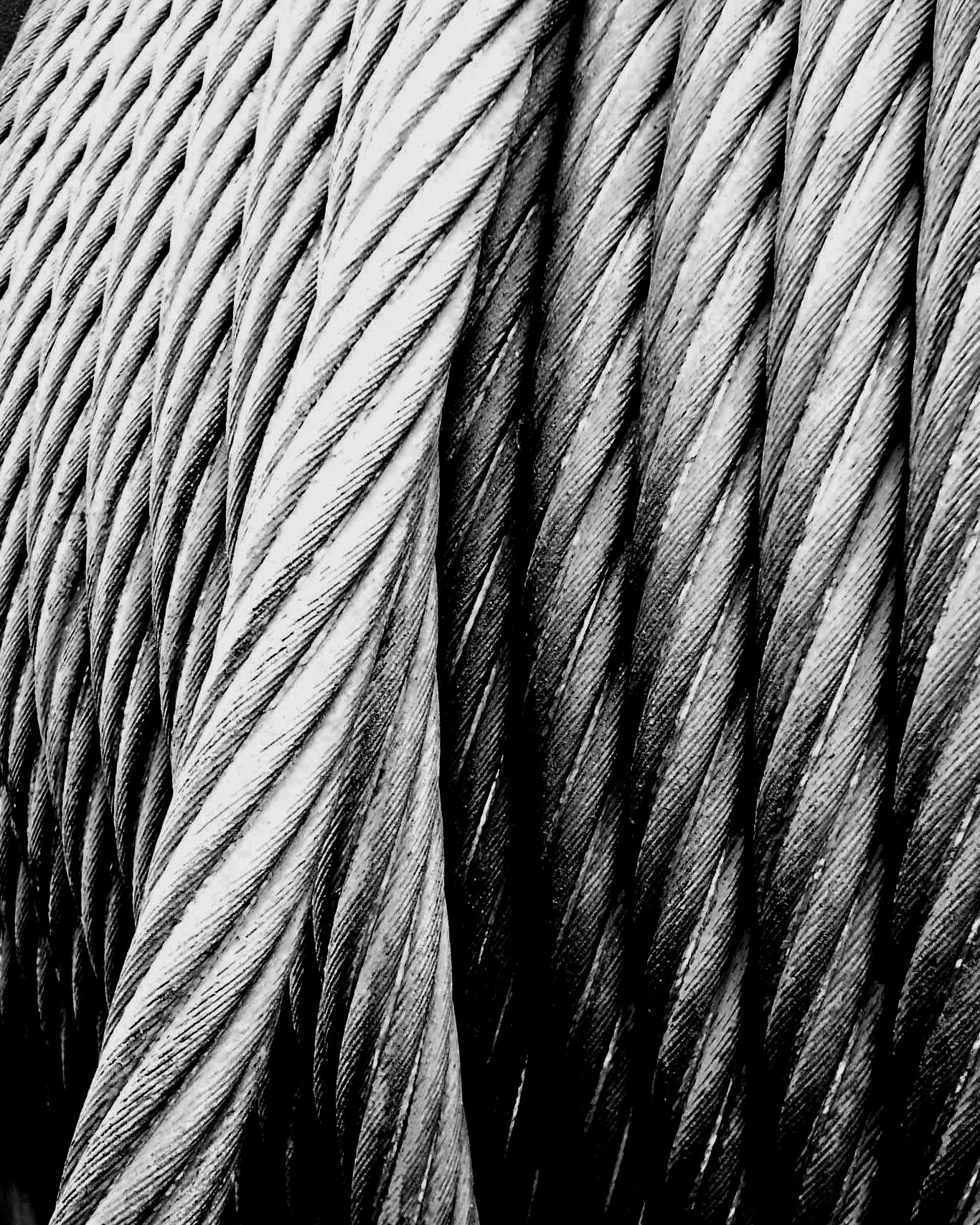
Câble du treuil de la mine de charbon de Zeche Zollern en Allemagne (nord–ouest de Dortmund).

Éléments constitutifs d’un câble en acier

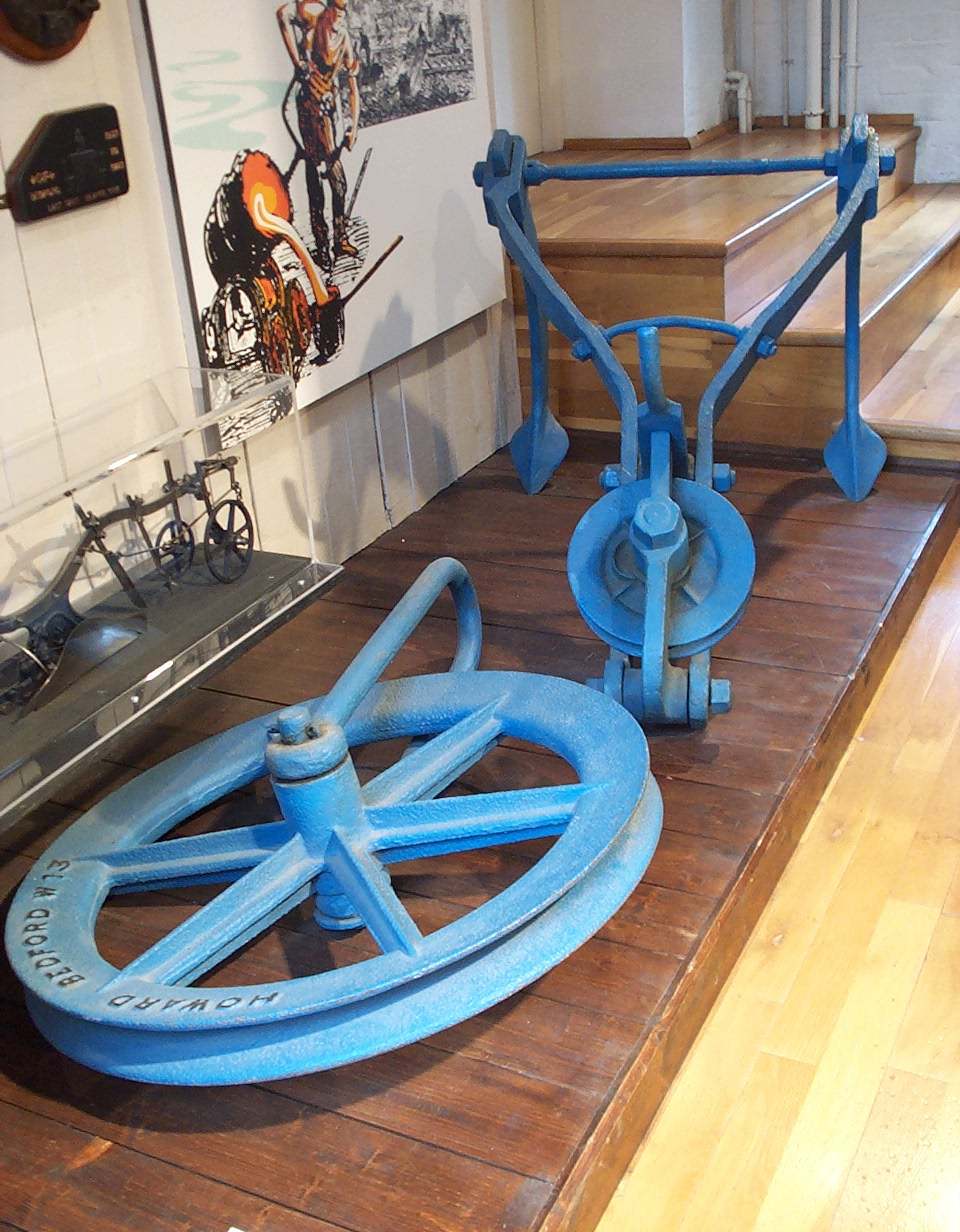
Poulie d'ancrage, pour le labour à la vapeur (Locomobile)

Un câble de traction est un câble qui sert à tirer une charge, à soutenir une structure.
Les câbles de traction sont composés de fibres végétales, de fils d'acier très fins ou de fibres synthétiques, tressés en torons de plusieurs fils. Ces torons peuvent eux-mêmes être tressés ensemble pour former des câbles encore plus épais et donc plus résistants. Bien que la grande majorité des câbles de traction soient de section ronde, il en existe de section aplatie.
De nos jours, on parle plus volontiers de câble métallique, par opposition à la corde textile. L'usine ou l'endroit où on le fabrique s’appelle câblerie.

## Histoire
Le câble désigne à l'origine un cordage de forte résistance employé à la manœuvre des ancres. On le retrouve en maçonnerie, il désigne de même un cordage très gros et très fort dont on se sert pour enlever les pierres avec une grue, une chèvre, etc.. Le terme cableau (ou chableau), inusité maintenant, désignant lui un cordage de moindre section.
Le câble comme la corde est donc un corps long, flexible, résistant, généralement rond, composé de fils tortillés et/ou tressés ensemble appelés torons. Techniquement, le câble pourrait être aussi la réunion de plusieurs cordes ou aussières.
Les câbles sont d'abord constitués de fibres végétales (coco, chanvre, chanvre de Manille, etc.). Pour les câbles en acier, l'unité n'est plus le fil de chanvre mais un fil d'acier. Si les câbles à fils parallèles en acier sont connus depuis l'utilisation qu'en fit Marc Seguin pour un pont suspendu, la passerelle de Saint-Antoine, en 1823, c'est à l'Inspecteur des Mines allemand Wilhelm Albert (Clausthal, 1834) que l'on doit le câble toronné moderne.
Au XIXe siècle, le câble en acier est généralement utilisé pour l'exploitation minière et le transport par bateaux en général, et l'expérience a prouvé qu'il possède de nombreux avantages sur les cordes de chanvre, étant plus léger, plus durable, et moins cher que le chanvre ou le chanvre de Manille, et n'étant pas affecté par les changements atmosphériques. Les nombreuses applications auxquelles les câbles en acier ont été appliqués, là où la corde de chanvre aurait bientôt été détruite et les chaînes trouvées trop lourdes, a rapidement provoqué son adoption générale dans toutes les régions minières du monde moderne où que ce soit, là ou des puits sont créés vers les profondeurs, et/ou des plans inclinés sont aménagés. La consommation de câble à partir du milieu XIXe siècle est énorme et vise les domaines d'utilisation principaux suivants, etc. :
- levage des puits de mine profonds et plans inclinés ;
- haubans des derricks ;
- bacs à traille, bac à câble ;
- câbles de suspension pour conduites d'eau ou aqueducs ;
- câbles de signal ;
- câbles de ferry ;
- manœuvres dormantes des navires ;
- câbles pour les bateaux à vapeur ;
- haubans des cheminées ;
- pour le cordon de bordure pour les cadres de fenêtre, les cadres suspendus, etc. ;
- cordons et câbles d'alimentation pour le transport de puissance à n'importe quelle distance ;
- pour les caténaire de tramway ;
- pour le transport par câble de matériel sur des routes montagneuses et difficiles, etc. ;
- Pour le labour à la vapeur (locomobile).

### Dans la marine et dans les ponts
L'officier de la Royal Navy Samuel Brown (1776-1852) innove sur le HMS Penelope en 1806 en substituant aux câbles (aussières) des vaisseaux, des chaînes en fer. La société qu'il fonde par la suite fournira toutes les chaînes de la Royal Navy jusqu'en 1916 et il fait les chaînes pour le SS Great Eastern de Isambard Kingdom Brunel. Brown dépose un brevet pour la fabrication de chaînes en 1816 et des maillons brevetés en fer forgé pour un ponts suspendus en 1817. Cette espèce de pont soutenu par des chaînes se développe début XIXe siècle. Les chaînes dans les ponts et sur les bateaux sont par la suite remplacés par des câbles en acier.
Les câbles à fil de fer galvanisé pour manœuvres dormantes des navires présentent de nombreux avantages par rapport au chanvre, il ne nécessite pas de décapage ou de réaménagement que le chanvre impose chaque année ; une fois installé, il évite l'attention et les problèmes causés par l'étirement et le rétrécissement du chanvre - Les câbles ne sont pas affecté par les changements atmosphériques, et par conséquent, ne s'allongent pas et ne rétrécissent pas par temps sec ou humide, ce qui évite la nécessité de la mise en place répétée comme pour le chanvre ; de par sa légèreté extrême, n'étant que deux tiers le poids du chanvre - une corde de chanvre de Manille d'1 pouce d'épaisseur et de 1 000 pieds de long, pèse environ 2 200 livres à sec tandis qu'un câble en acier rond de même résistance et même longueur pèse 900 livres humides ou secs -, il augmente la capacité de chargement du navire; et l'avantage dérivé de la surface moindre opposée au vent - La câble de fil de fer étant la moitié de la taille du chanvre - en particulier lors de la remontée au vent, ne nécessite aucun commentaire. Pour le foc et le foc volant, sa petitesse et sa douceur permettent aux œillets (hanks) de glisser beaucoup plus librement. un gréement en câbles de fer, sauf en cas d'accident durera la vie du navire. Les câbles de fer en outre coûtent beaucoup moins cher que les chaînes ou les cordes de chanvre. Les câbles de cuivre sont employés comme paratonnerre et pour la mise à la terre, sur le mât d'un navire, les clochers, les grandes cheminées, etc..

### Dans les mines

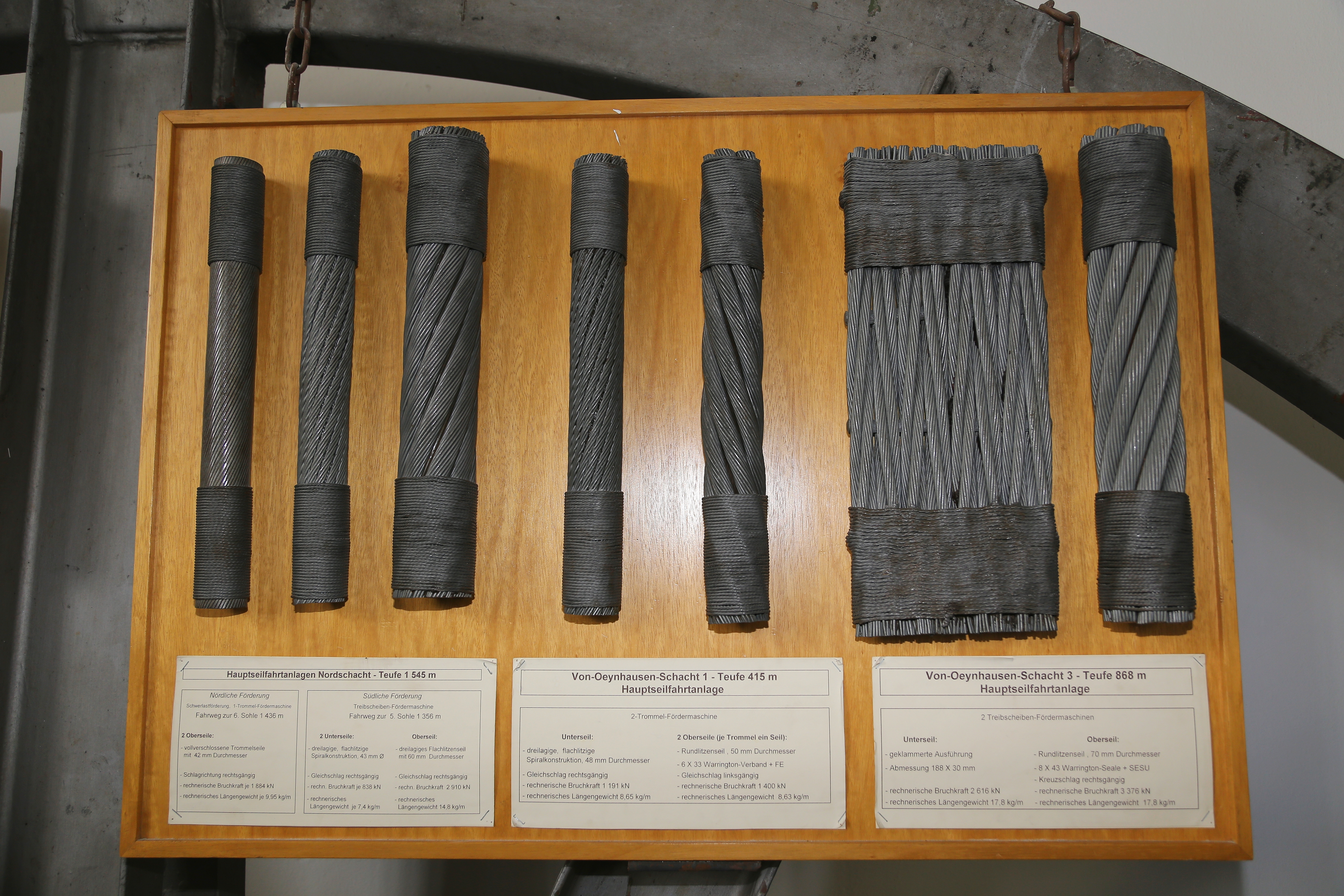
Exemple de câbles de mine en acier, Allemagne

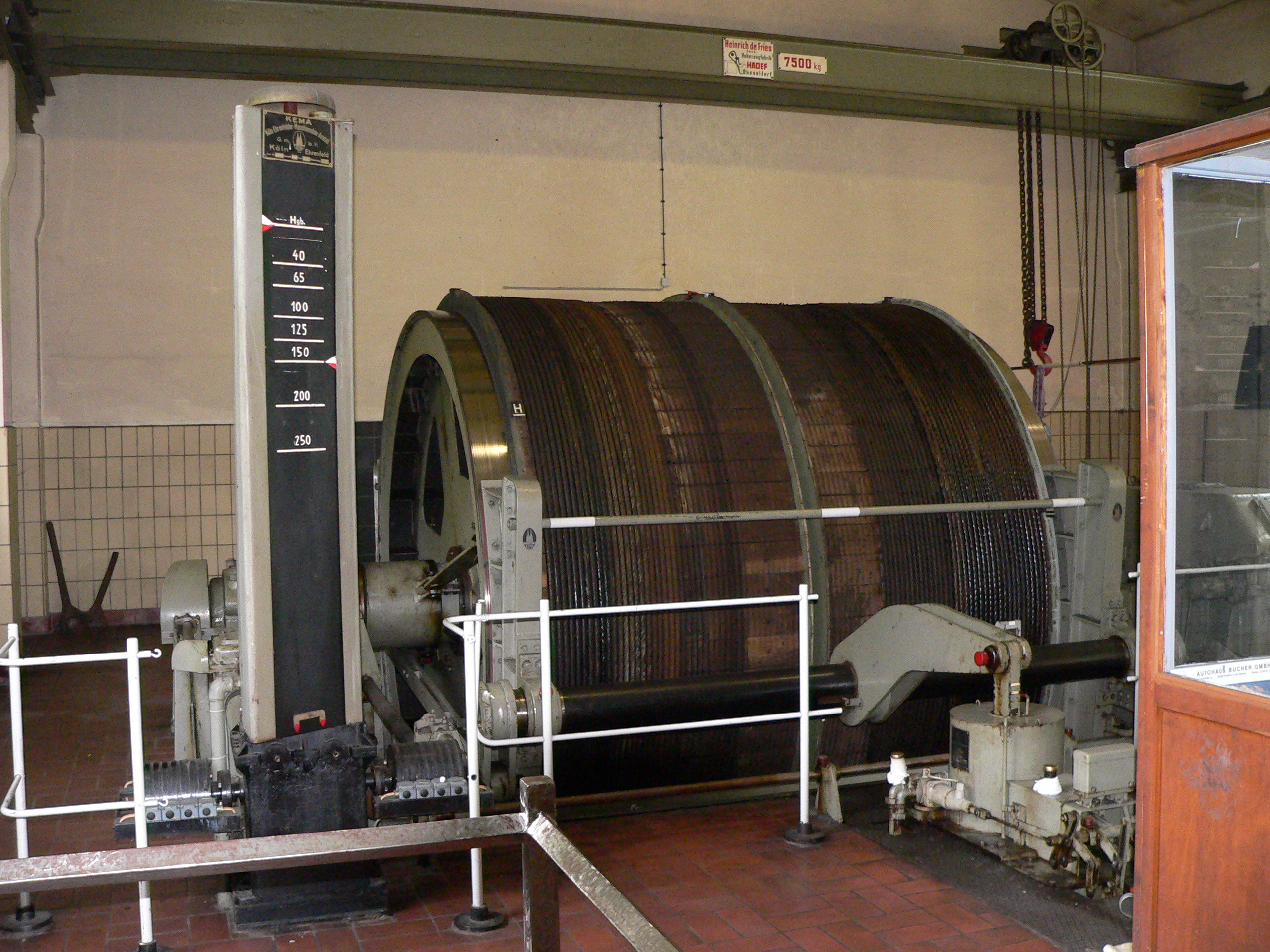
Machine d'extraction

Dans les mines, les câbles d'extraction se faisaient en aloès ou chanvre de Manille. Ils étaient à section rectangulaire plate. Les fibres étaient réunies entre elles par torsion, constituant le fil de caret, qui réunis eux-mêmes par torsion constituaient un toron. Plusieurs torons réunis formaient une corde ronde ou aussière. Plusieurs aussières juxtaposées, aplaties, réunies entre elles par une couture transversale, formaient un câble plat.
Les câbles plats ne sont pas sujets à se détordre en charge comme cela se passe pour les câbles ronds, ensuite ils présentent plus de surface de contact avec la poulie ou à l'arbre du treuil sur lesquels ils adhèrent plus fortement. Les câbles d'extraction étant longs de 100 à 1 000 mètres, on les fabrique d'une seule pièce de section décroissante, ou en section de 100 mètres de long.
Les chaînes sont employées pour le levage dans les mines du Haut-Hartz mais se déforment rapidement au fil des cycles et nécessitent des réparations fréquentes, leur rupture accidentelle entraînant parfois des conséquences dramatiques. Pour remédier à la rupture localisée des chaînes, l'ingénieur Wilhelm Albert entreprend ses expériences sur un câble toronné pour l'exploitation minière de Caroline à Clausthal-Zellerfeld. Ce premier câble comportait trois torons faits chacun de quatre fils en fer puddlé de 3,5 mm de diamètre. Le câble d’Albert reste cependant toronné à la main. Ce câble équipa d'abord en 1834 la fosse Elisabeth de Clausthal. La machine à toronner est inventée par l'Autrichien Wurm en 1837 et développée à une échelle industrielle dès la décennie suivante par Felten & Guilleaume.
En 1910, la tension d'un câble sous charge maximale d'extraction ne doit pas dépasser le sixième de la charge de rupture pour les câbles végétaux et le huitième pour les câbles métalliques.

### Dans le transport

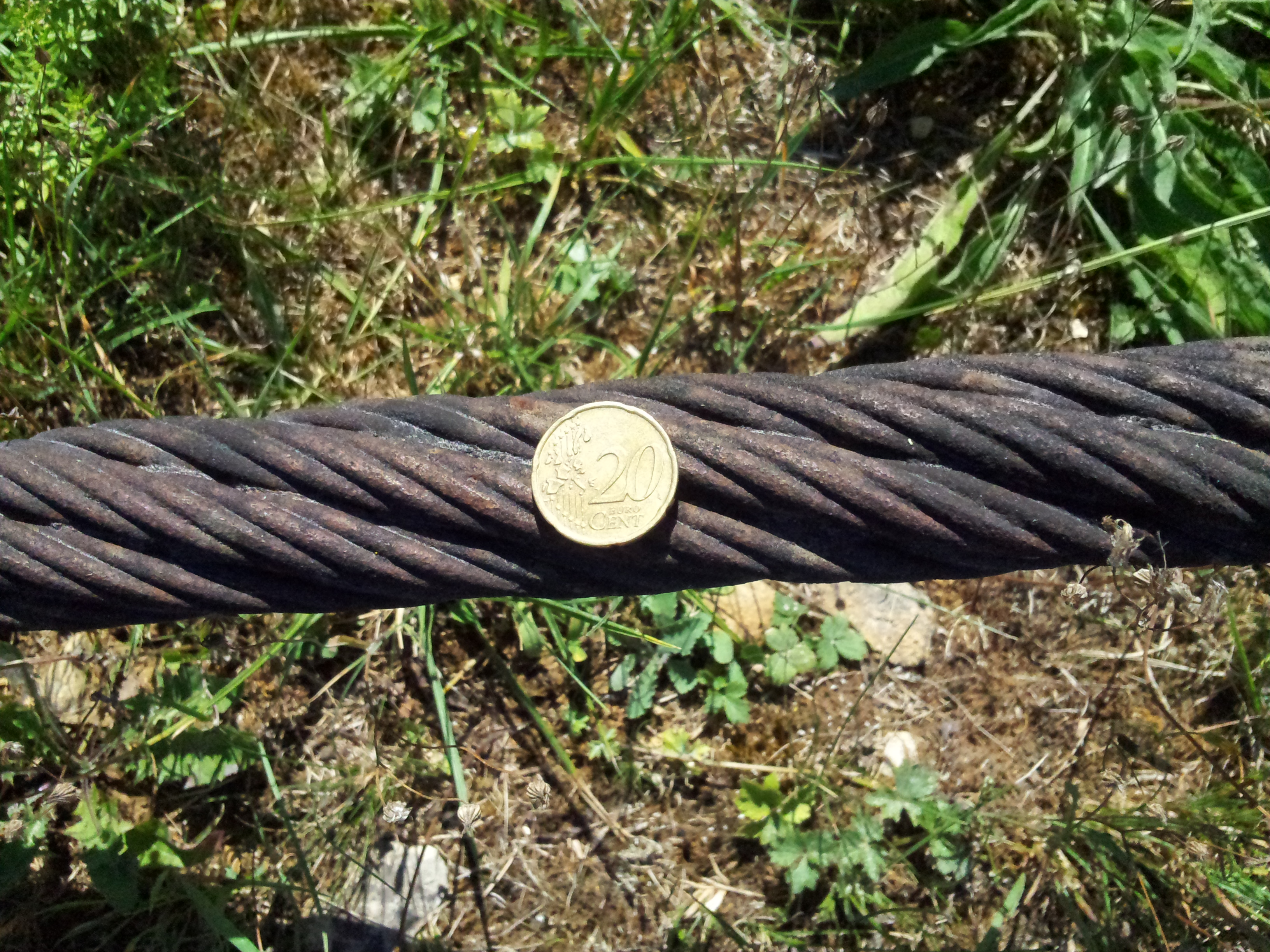
Câble du Transporteur aérien Maxéville-Dombasle

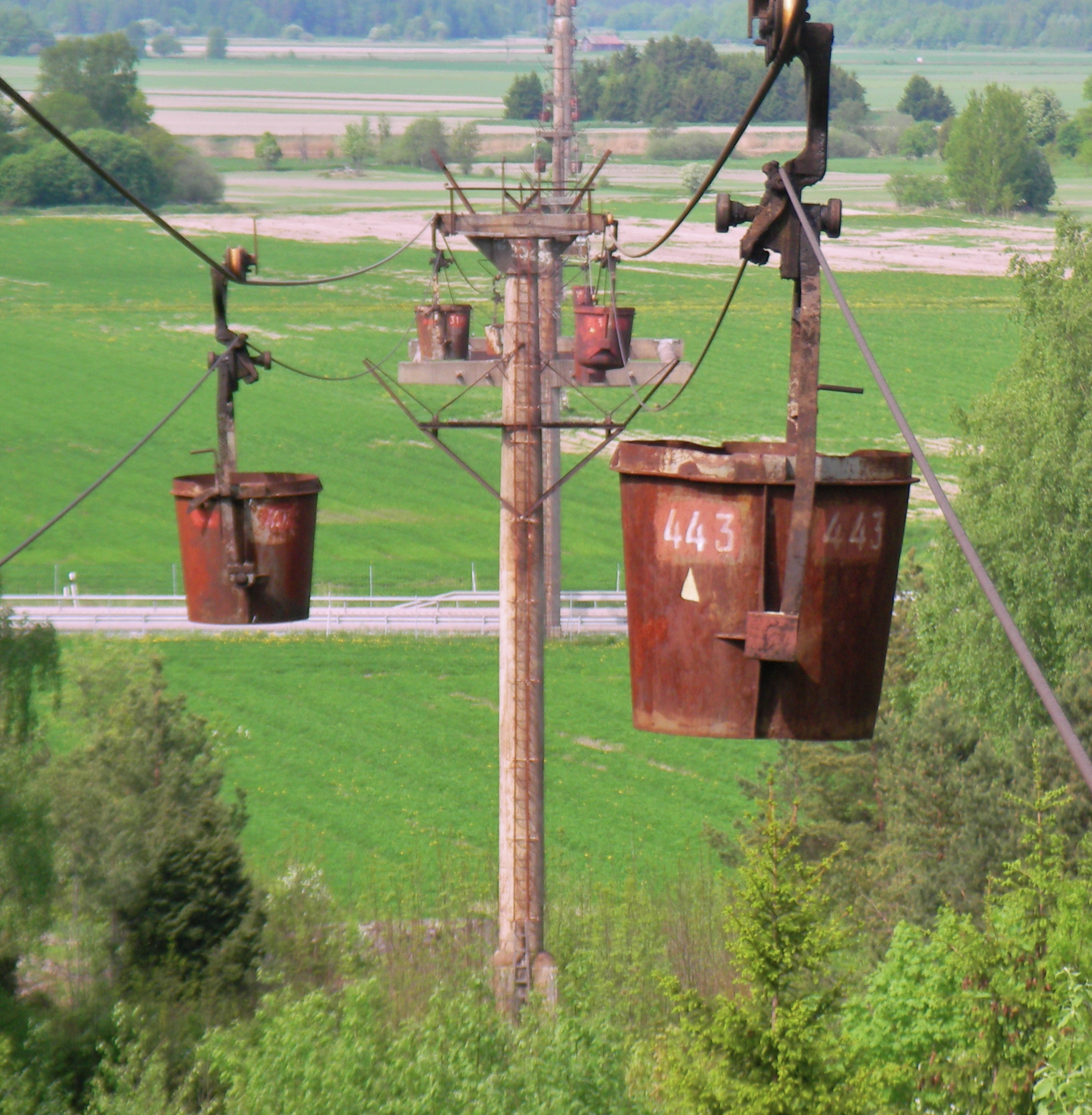
Transport aérien par câble

Il y a de nombreux endroits en montagne où il est impossible de construire une voie de chemin de fer ou une route. Dans un tel lieu, la méthode pratique et économique de livraison de matériel consiste à déployer un câble des points supérieurs aux points inférieurs, quand la distance n'est pas trop longue pour une seule portée. On la tend suffisamment pour supprimer toute obstruction et sur ce câble, on fait glisser une poulie en dessous de laquelle pend un panier contenant les roches par exemple. Si c'est du bois d'œuvre, une poulie à chaque extrémité du bois est nécessaire. On trouve préférable d'utiliser trois poulies dans le cas de la roche, deux au-dessus et une sous la corde, l'une des poulies supérieures étant en avant et l'autre en arrière.

### Dans la transmission de force
Les câbles en acier sont largement utilisés au XIXe siècle comme transmission mécanique. Comme dans le cas d'un moulin situé à une demi-mille environ de la roue hydraulique à partir duquel l'énergie est obtenue. Cette méthode s'est révélée très économique et durable, en France et en Allemagne où des distance de 5 ou 6 milles peuvent exister entre la source de force motrice et la machine à mettre en mouvement.

### Améliorations successives
En 1963, l'ingénieur britannique Kit Scruton eut l'idée d'entourer les câbles de retenue d'une petite ailette en spirale, ce qui a pour effet de diminuer considérablement les vibrations dues au vent ; plus généralement, entourer d'une hélice toute construction permet de réduire les oscillations dues au vent,.

## Emploi
Leurs utilisations sont très variées et très courantes dans l'industrie, la manutention, etc. C'est ainsi qu'on peut les retrouver par exemple dans les remontées mécaniques, les ascenseurs, les treuils et cabestans ou les grues, dans le domaine de la manutention. Ce sont également des câbles de traction qui sont utilisés dans les ponts suspendus pour maintenir le tablier.
Les câbles en fibres synthétiques, plus légers, sont notamment utilisés en exploitation forestière.

## Déformation
Les câbles sont sollicités en traction. Il en résulte différents types d'allongements :
- allongement constructif, lorsque le câble est mis en charge pour la première fois ;
- allongement élastique, allongement réversible sous charge uniquement ;
- allongement plastique, allongement irréversible lorsque la limite d'élasticité est atteinte et dépassée ; la limite d'élasticité pour les câbles de manutention est généralement de 55 % à 60 % de la charge de rupture[11].

De manière générale les lois de l'allongement des corps sont résumées par la Loi de Hooke :
{\displaystyle l={\frac {PL}{SE}}}.
L'allongement {\displaystyle l} d'une tige prismatique est proportionnel à la longueur {\displaystyle L} de cette tige ; 
- il est proportionnel aussi à la charge {\displaystyle P} qui agit suivant l'axe ;
- il est inversement proportionnel à la section {\displaystyle S} de la tige ;
- il est inversement proportionnel au module de Young (module d'élasticité) {\displaystyle E}.

Les câbles en acier supportent des charges plus importantes qu'une barre en acier de section égale. Toutefois le Module de Young des câbles, avec des valeurs comprises entre 155 GPa et 165 GPa est inférieur à celui des barres (210 GPa).

## Modélisation d’un câble suspendu
On pourrait essayer de représenter un câble en trois dimensions dans le but de le modéliser par ordinateur et créer ainsi des maquettes 3D de différentes installations (téléphérique, tyrolienne, ascenseur…), cependant il est possible de modéliser géométriquement un câble en un fil d’épaisseur négligeable afin de faciliter les calculs et la génération par ordinateur. En effet lorsque les dimensions le permettent, un câble peut être modélisé sous la forme d'un fil d'épaisseur négligeable : typiquement, cela est envisageable lorsque la longueur du câble est 1 000 fois supérieure à son diamètre moyen.
Le but de définir un câble comme un fil, et non comme une poutre communément utilisée en résistance des matériaux, est de pouvoir négliger le moment fléchissant en un point M dans une section droite de l'objet. En effet, un fil parfait se déforme à volonté selon les efforts et les moments qui le fléchissent. Un moment fléchissant sera donc négligé, c'est pour cette raison qu'un fil adapte sa forme d'équilibre pour n'être soumis qu'à la contrainte normale. On peut notamment plier un fil à volonté sans ressentir de résistance lors de son fléchissement. Toutefois, cette affirmation n’est pas vraie dans la réalité parce qu'un fil possède une certaine rigidité, et cette rigidité se ressent d’autant plus lorsque le diamètre de l’objet filiforme ne peut plus être négligeable face à la longueur.